# Narkiszki
Narkiszki (lit. Narkiškės) – wieś na Litwie, w okręgu uciańskim, w rejonie jezioroskim, w starostwie Turmont.
Na mapie WIG oznaczone jako Orliszki.

## Historia
W czasach zaborów w granicach Imperium Rosyjskiego.
W dwudziestoleciu międzywojennym wieś leżała w Polsce, w województwie nowogródzkim (od 1926 w województwie wileńskim), w powiecie brasławskim, w gminie Smołwy.
Według Powszechnego Spisu Ludności z 1921 roku zamieszkiwały tu 23 osoby, wszystkie były wyznania staroobrzędowego i zadeklarowały rosyjską przynależność narodową. Były tu 3 budynki mieszkalne. 
Wierni należeli do parafii rzymskokatolickiej w Smołwach i prawosławnej w Dryświatach. Miejscowość podlegała pod Sąd Grodzki w m. Turmont i Okręgowy w Wilnie; właściwy urząd pocztowy mieścił się w m. Turmont.